# Las corredoras
Las corredoras es una película de suspenso, drama y comedia negra argentina de 2024 dirigida y escrita por Néstor Montalbano. Narra la historia de una empleada que debe realizar un trámite en el campo y se encuentra con varios problemas relacionados a sus dueños. Está protagonizada por Diego Capusotto, Carola Reyna y Alejandra Flechner. La película se estrenó el 23 de mayo de 2024 en las salas de cines de Argentina.

## Sinopsis
Ambientada en la década de los cincuenta, la historia sigue a Mabel, una empleada del Ministerio de Agrociencia que debe viajar hasta una estancia para conseguir la firma del hacendado Antonovich para obtener unas tierras, sin embargo, cuando llega vivirá una serie de situaciones inesperadas con las personas que viven en el paraje.

## Reparto
- Diego Capusotto como Alejandra / Gonzalo / Mirko
- Carola Reyna como Mabel Rossello
- Alejandra Flechner como Teresa
- Alejandro Müller como Mirko Antonovich
- Norman Briski como Orador funeral
- Eduardo Calvo como Pretendiente
- Pablo Mansilla como Dueño de la estación
- Gento Montalbano como Cómico
- Willy Gallardo como Chófer
- Elizabeth Ekmekdjian
- Omar Sánchez
- Laura Berman como Mabel (joven)

## Recepción

### Comentarios de la crítica
La película recibió críticas mixtas a positivas por parte de la prensa. Ezequiel Boetti de Página 12 calificó a la película con un seis (6) y afirmó que «Capusotto está a cargo de varios personajes a lo largo de un film al que no le hubiera venido mal una mayor capacidad de síntesis». Alejandro Lingenti de La Nación destacó que «Montalbano consigue mantener a lo largo de todo el relato la tensión propia de los buenos thrillers apoyado en un argumento no muy tradicional y un tono que pendula entre la gravedad y la farsa sin perder nunca el rumbo».
En una reseña para Tiempo Argentino, Adrián Melo escribió «Montalbano vuelve a reafirmar su estilo original, único y, a estas alturas, inconfundible» y que la actuación de Reyna es «siempre efectiva». Pablo O. Scholz de Clarín señaló que «Las corredoras puede sorprender a los fans de Montalbano y Capusotto, pero es innegable que es una película fiel a sus estilos».

### Premios y nominaciones
| Premio      | Fecha del evento    | Categoría               | Receptor           | Resultado | Ref.  |
| ----------- | ------------------- | ----------------------- | ------------------ | --------- | ----- |
| Premios Sur | 23 de julio de 2025 | Mejor actriz de reparto | Alejandra Flechner | Nominada  | [ 9 ] |